# (Can’t Live Without Your) Love and Affection
(Can’t Live Without Your) Love and Affection ist ein Lied von Nelson aus dem Jahr 1990, das von Marc Tanner sowie Matthew und Gunnar Nelson geschrieben wurde. Es erschien auf dem Album After the Rain.

## Geschichte
Dem Text des Liedes zufolge handelt es sich um ein Liebeslied und basierte auf einer Schwärmerei von Cindy Crawford. Auffällig sind im Song die technischen Drums mit Synkopen und Doublebass sowie ein virtuoses Gitarrensolo. Die Musikrichtungen des Liedes sind Hard Rock und Glam Metal. Auf der B-Seite ist das Lied Will You Love Me zu finden.
Die Veröffentlichung erfolgte am 19. Mai 1990.

## Musikvideo
Das Musikvideo beginnt damit, dass die Nelson-Zwillinge im Wohnzimmer miteinander reden. Sie beginnen danach zu singen und dann wird der Hintergrund umgeschwenkt zu einer Theaterkulisse, wo eine Frau auf einem Liegestuhl liegt, eine Grünfläche zu sehen ist und die Nelson-Zwillinge samt Bandmitgliedern auf einem Teppich das Lied spielen. Während des Videoverlaufs wechseln sich die Positionen aller Beteiligten im Video. Am Ende des Clips folgt ein Konfetti-Regen. Auf der Zeitschrift im Video ist Judie Aronson zu sehen.

## Kommerzieller Erfolg

### Chartplatzierungen
| ChartsChartplatzierungen       | Höchstplatzierung | Wochen |
| ------------------------------ | ----------------- | ------ |
| Vereinigte Staaten (Billboard) | 1 (26 Wo.)        | 26     |

| ChartsJahrescharts (1990)      | Platzierung |
| ------------------------------ | ----------- |
| Vereinigte Staaten (Billboard) | 27          |

### Auszeichnungen für Musikverkäufe
| Land/Region               | Auszeichnungen für Musikverkäufe (Land/Region, Auszeichnung, Verkäufe) | Verkäufe |
| ------------------------- | ---------------------------------------------------------------------- | -------- |
| Vereinigte Staaten (RIAA) | Gold                                                                   | 500.000  |
| Insgesamt                 | 1× Gold ·                                                              | 500.000  |

## Coverversionen
- 2001: Natural